# King Ridge
Il King Ridge (in lingua inglese: Dorsale King) è una stretta dorsale rocciosa, lunga 6 km e situata 4 km a sudovest delle Wrigley Bluffs, nelle Anderson Hills, nel settore centrale del Patuxent Range nei Monti Pensacola, in Antartide. 
La dorsale è stata mappata dall'United States Geological Survey (USGS) sulla base di rilevazioni e foto aeree scattate dalla U.S. Navy nel periodo 1956-66.
La denominazione è stata assegnata dall'Advisory Committee on Antarctic Names (US-ACAN), su proposta del capitano Finn Rønne, della U.S. Navy Reserve, responsabile della Stazione Ellsworth nel 1957. Il colonnello J. Caldwell King aveva collaborato con Ronne per ottenere finanziamenti per la Ronne Antarctic Research Expedition, 1947–48.